# 美星天文台
美星天文台（びせいてんもんだい、英: Bisei Astronomical Observatory、BAO）は、岡山県井原市美星町にある天文台である。

## 特徴
岡山県下最大の一般公開用望遠鏡（口径101cm）を備える公開天文台となっている。また、渾天儀のレプリカが置かれており、この渾天儀は中国にある現物をもとに中国にて作られ、中国の技術者により組み立てられた実物大模型となっている。施設の総事業費（建設当時）は4億5840万円（主な内訳は、望遠鏡制作費（ドームを含む）： 1億4300万円、渾天儀制作費： 1500万円）。
- 主観測装置
  - 形式：101cm光学式反射天体望遠鏡
  - 観測装置：冷却CCDカメラ、分光器他
- 太陽望遠鏡
  - 形式：片持ちフォーク赤道儀架台にフィルター装着8cm屈折望遠鏡2台搭載

天文台から約5 km離れた井原市星空公園で、毎月第二または第三水曜に「星空公園観望会」を開催している。参加費無料だが、事前予約が必要。

## 沿革
美星町（当時）が、交流による活性化を目指す『星の郷「中世吉備の庄」いきいきまちづくりプロジェクト』として小田郡美星町大字大倉の五万原の一帯に「中世歴史公園」（後の中世夢が原。）を計画。自治省（当時）のリーディング・プロジェクト事業として建設される。 
このリーディング・プロジェクト事業では、星と中世をテーマに掲げ、町の特性を生かした多様な交流を目指すものとして計画が進められ、天文研修館「美星天文台」はこの事業のシンボル施設として整備された。1993年（平成5年）7月7日に開館し、開館当時は一般公開施設では国内最大の望遠鏡を備える天文台であった。 
- 1987年（昭和62年）1月： 自治省（当時）のリーディング・プロジェクト事業の内定を受ける。
- 1988年（昭和63年）3月： 『昭和62年リーディング・プロジェクト』に正式指定される。
- 1991年（平成3年）10月： 「中世歴史公園」の名称が、全国公募により「中世夢が原」に決定。同時に「中世夢が原」のキャラクターやシンボルマーク等も決定する。
- 1992年（平成4年）4月25日： 「中世夢が原」が完成し、落成式が行われる[4]。
- 1992年（平成4年）4月26日： 「中世夢が原」が開園[4]。
- 1993年（平成5年）7月7日： 天文研修館「美星天文台」が完成し、落成式が行われ、開館[1]。
- 2005年（平成17年）3月1日： 小田郡美星町と後月郡芳井町が井原市に編入。所在地の住所表記が変更となる（小田郡美星町大字大倉1723番地の70 ⇒ 井原市美星町大倉1723番地70）。
- 2021年（令和3年）11月1日：国際NGO国際ダークスカイ協会により、井原市美星町が星空保護区「ダークスカイコミュニティ」に認定される。

## 利用案内

### 開館時間
- 昼間： 9:30 - 16:00 （火・水曜）、13:45 - 16:00 （金・土・日・月曜）
- 夜間： 18:00 - 22:00 （金・土・日・月曜）

### 入館料
- 大人・こども（小学生以上）共 300円

- 高齢者割引 （65歳以上）2割引(240円)

- 障害者割引 5割引(150円)

- 団体割引 20名以上 1割引(270円) 50名以上 2割引(240円)

### 休館日
- 毎週木曜日
- 祝日の翌日
- 年末年始（12月29日 - 1月3日）

## アクセス

### 所在地
- 岡山県井原市美星町大倉1723番地70

### 自動車
- 最寄I.C： 山陽自動車道 笠岡I.C
  - 笠岡I.Cより岡山県道48号笠岡美星線を利用。

### 公共交通機関
- 最寄駅： 井原鉄道井原線 矢掛駅
  - 矢掛駅より北振バス「美星産直プラザ」 行き、又は 「平谷」 行きに乗車、「美星診療所前」 停留所を下車し、徒歩30分（約2km）。

## 関連施設
- 中世夢が原
- 美星スペースガードセンター